# گرن (شهر اتریش)
گرن (به آلمانی: Grän) یک منطقهٔ مسکونی در اتریش است که در ناحیه رویت واقع شده‌است. گرن ۲۰٫۹ کیلومتر مربع مساحت دارد ۱٬۱۳۸ متر بالاتر از سطح دریا واقع شده‌است.